# Saison 2018-2019 de l'ESTAC Troyes
Maillots
Dernière mise à jour : 25 novembre 2017.
Chronologie
Saison précédente Saison suivante
La saison 2018-2019 de l'ESTAC Troyes, club de football français, voit le club évoluer en Ligue 2.
Il s'agit d'un retour en Ligue 2 après une saison 2017-2018 qui a vu le club finir dix-neuvième de Ligue 1.
L'entraîneur, Rui Almeida, remplace Jean-Louis Garcia en début de saison et entame sa première saison à l'ESTAC alors que Daniel Masoni, le président du club, enchaîne sa dixième saison au club.

## Avant-saison

### Transferts

#### Mercato d'été
mise à jour: 10 septembre 2018
| Type    | Poste             | Nom                         | Âge | Nat.                       | Transfert      | Durée          | Indemnité | Date          | Provenance/Destination              |
| ------- | ----------------- | --------------------------- | --- | -------------------------- | -------------- | -------------- | --------- | ------------- | ----------------------------------- |
| Arrivée | Milieu de terrain | Ahmed Kashi                 | 29  | Drapeau de l'Algérie       | Transfert      | 2 ans (2020)   |           | Mercato d'été | Charlton FC (League One)            |
| Arrivée | Défenseur central | Yoann Salmier               | 25  | Drapeau de la France       | Prêt           | 1 ans (2019)   |           | Mercato d'été | RC Strasbourg (Ligue 1)             |
| Arrivée | Gardien de but    | Alexandre Letellier         | 27  | Drapeau de la France       | Prêt           | 1 ans (2019)   |           | Mercato d'été | Angers SCO (Ligue 1)                |
| Arrivée | Milieu de terrain | Jason Berthomier            | 28  | Drapeau de la France       | Transfert      | 3 ans (2021)   |           | Mercato d'été | Stade brestois 29 (Ligue 2)         |
| Arrivée | Milieu de terrain | Rayan Raveloson             | 21  | Drapeau de Madagascar      | Transfert      | 3 ans (2021)   |           | Mercato d'été | Tours FC (National)                 |
| Arrivée | Milieu de terrain | Yoann Touzghar              | 31  | Drapeau de la France       | Transfert      | 2 ans (2020)   |           | Mercato d'été | FC Sochaux-Montbéliard (Ligue 2)    |
| Arrivée | Milieu de terrain | Vincent Marcel              | 21  | Drapeau de la France       | Prêt           | 1 ans (2019)   |           | Mercato d'été | OGC Nice (Ligue 1)                  |
| Arrivée | Défenseur central | Christopher Martins Pereira | 21  | Drapeau de la France       | Prêt           | 1 ans (2019)   |           | Mercato d'été | Olympique lyonnais (Ligue 1)        |
| Arrivée | Défenseur central | Yohan Tavares               | 30  | Drapeau de la France       | Prêt           | 2 ans (2020)   |           | Mercato d'été | Olympique lyonnais (Ligue 1)        |
| Arrivée | Milieu de terrain | Claude Gonçalves            | 24  | Drapeau de la France       | Transfert      | 2 ans (2020)   |           | Mercato d'été | CD Tondela (Liga NOS)               |
| Arrivée | Attaquant         | Kévin Fortuné               | 29  | Drapeau de la France       | Transfert      | 3 ans (2021)   |           | Mercato d'été | RC Lens (Ligue 2)                   |
| Départ  | Défenseur central | François Bellugou           | 31  | Drapeau de la France       | Transfert      | 3 ans (2021)   |           | Mercato d'été | AJ Auxerre (Ligue 2)                |
| Départ  | Attaquant         | Samuel Grandsir             | 21  | Drapeau de la France       | Transfert      | 5 ans (2023)   |           | Mercato d'été | AS Monaco (Ligue 1)                 |
| Départ  | Défenseur central | Christophe Hérelle          | 25  | Drapeau de la France       | Transfert      | 4 ans (2022)   |           | Mercato d'été | OGC Nice (Ligue 1)                  |
| Départ  | Gardien de but    | Erwin Zelazny               | 26  | Drapeau de la France       | Transfert      | 3 ans (2021)   |           | Mercato d'été | SM Caen (Ligue 1)                   |
| Départ  | Milieu de terrain | Tristan Dingomé             | 27  | Drapeau de la France       | Transfert      | 3 ans (2021)   |           | Mercato d'été | Stade de Reims (Ligue 1)            |
| Départ  | Milieu de terrain | Rémi Walter                 | 24  | Drapeau de la France       | Retour de Prêt |                |           | Mercato d'été | OGC Nice (Ligue 1)                  |
| Départ  | Milieu de terrain | Saîf-Eddine Khaoui          | 23  | Drapeau de la France       | Retour de Prêt |                |           | Mercato d'été | Olympique de Marseille (Ligue 1)    |
| Départ  | Milieu de terrain | Karim Azamoum               | 28  | Drapeau de la France       | Transfert      | 3 ans (2021)   |           | Mercato d'été | Cádiz CF (Segunda Division)         |
| Départ  | Défenseur         | Akim Abdallah               | 20  | Drapeau de la France       | Prêt           | 1 ans (2019)   |           | Mercato d'été | Tours FC (National)                 |
| Départ  | Attaquant         | Suk Hyun-Jun                | 27  | Drapeau de la Corée du Sud | Transfert      | 4 4 ans (2022) |           | Mercato d'été | Stade de Reims (Ligue 1)            |
| Départ  | Attaquant         | Adama Niane                 | 25  | Drapeau du Mali            | Transfert      | 4 3 ans (2021) |           | Mercato d'été | Sporting de Charleroi (Division 1A) |
| Départ  | Défenseur         | Charles Traoré              | 26  | Drapeau de la France       | Prêt           | 4 1 ans (2019) |           | Mercato d'été | FC Nantes (Ligue 1)                 |
| Type    | Poste             | Nom                         | Âge | Nat.                       | Transfert      | Durée          | Indemnité | Date          | Provenance/Destination              |

Âge = âge au moment du transfert; Nat. = nationalité; Date = date ou période du transfert ( = mercato d'été;  = mercato d'hiver)
ArrivéeDépart

## Compétitions

### Barrage de promotion
| Vendredi 24 mai 2019 | ES Troyes AC (L2) | 1 - 2 a.p | (L2) RC Lens          | | |
| 18h00                | Pelé 44e (pen.)   | (1 - 1)   | 3e Gomis · 108e Banza | Stade de l'Aube, Troyes Spectateurs : 13 257 Diffuseur : Canal+ Sport, beIN Sports 1 Arbitrage : Jérôme Brisard | Stade de l'Aube, Troyes Spectateurs : 13 257 Diffuseur : Canal+ Sport, beIN Sports 1 Arbitrage : Jérôme Brisard |
| 18h00                | Rapport           |           |                       | Stade de l'Aube, Troyes Spectateurs : 13 257 Diffuseur : Canal+ Sport, beIN Sports 1 Arbitrage : Jérôme Brisard | Stade de l'Aube, Troyes Spectateurs : 13 257 Diffuseur : Canal+ Sport, beIN Sports 1 Arbitrage : Jérôme Brisard |

#### Classement
| Rang | Équipe                 | Pts | J  | G  | N  | P  | Bp | Bc | Diff | Promotion ou relégation           |
| ---- | ---------------------- | --- | -- | -- | -- | -- | -- | -- | ---- | --------------------------------- |
| 1    | FC Metz R              | 81  | 38 | 24 | 9  | 5  | 60 | 23 | +37  | Promotion en Ligue 1              |
| 2    | Stade brestois 29      | 74  | 38 | 21 | 11 | 6  | 64 | 35 | +29  | Promotion en Ligue 1              |
| 3    | ES Troyes AC R         | 71  | 38 | 21 | 8  | 9  | 51 | 28 | +23  | Match 2 des barrages de promotion |
| 4    | Paris FC               | 65  | 38 | 17 | 14 | 7  | 36 | 22 | +14  | Match 1 des barrages de promotion |
| 5    | RC Lens                | 63  | 38 | 18 | 9  | 11 | 49 | 28 | +21  | Match 1 des barrages de promotion |
| 6    | FC Lorient             | 63  | 38 | 17 | 12 | 9  | 51 | 41 | +10  |                                   |
| 7    | Le Havre AC            | 54  | 38 | 13 | 15 | 10 | 45 | 40 | +5   |                                   |
| 8    | US Orléans             | 52  | 38 | 15 | 7  | 16 | 51 | 53 | −2   |                                   |
| 9    | Grenoble Foot 38 P     | 50  | 38 | 13 | 11 | 14 | 43 | 47 | −4   |                                   |
| 10   | Clermont Foot 63       | 48  | 38 | 11 | 15 | 12 | 44 | 37 | +7   |                                   |
| 11   | LB Châteauroux         | 48  | 38 | 11 | 15 | 12 | 37 | 42 | −5   |                                   |
| 12   | Chamois niortais FC    | 47  | 38 | 11 | 14 | 13 | 34 | 41 | −7   |                                   |
| 13   | Valenciennes FC        | 43  | 38 | 11 | 10 | 17 | 52 | 61 | −9   |                                   |
| 14   | AS Nancy lorraine      | 42  | 38 | 12 | 6  | 20 | 36 | 50 | −14  |                                   |
| 15   | AJ Auxerre             | 41  | 38 | 10 | 11 | 17 | 34 | 36 | −2   |                                   |
| 16   | FC Sochaux-Montbéliard | 41  | 38 | 11 | 8  | 19 | 27 | 43 | −16  |                                   |
| 17   | AC Ajaccio             | 40  | 38 | 9  | 13 | 16 | 29 | 45 | −16  |                                   |
| 18   | GFC Ajaccio            | 39  | 38 | 9  | 12 | 17 | 30 | 54 | −24  | Barrage de relégation             |
| 19   | AS Béziers P           | 38  | 38 | 9  | 11 | 18 | 33 | 50 | −17  | Relégation en National            |
| 20   | Red Star FC P          | 30  | 38 | 7  | 9  | 22 | 28 | 58 | −30  | Relégation en National            |

#### Site officiel de l'ESTAC Troyes
1. ↑  « Ahmed Kashi (Charlton) à Troyes », site du journal L'Équipe, 16 juillet 2018. Consulté le 16 juillet 2018.
2. ↑  « Yoann Salmier (Strasbourg) à Troyes », site du journal L'Équipe, 17 juillet 2018. Consulté le 17 juillet 2018.
3. ↑  « Alexandre Letellier (Angers) à Troyes », site du journal L'Équipe, 20 juillet 2018. Consulté le 20 juillet 2018.
4. ↑  « Jason Berthomier (Brest) à Troyes », site du journal L'Équipe, 26 juin 2018. Consulté le 26 juin 2018.
5. ↑  « Rayan Raveloson (Brest) à Troyes », site du journal L'Équipe, 29 juin 2018. Consulté le 29 juin 2018.
6. ↑  « Yoann Touzghar (Sochaux) à Troyes », site du journal L'Équipe, 30 juin 2018. Consulté le 30 juin 2018.
7. ↑  « Vincent Marcel (Nice) à Troyes », site du journal L'Équipe, 26 août 2018. Consulté le 26 août 2018.
8. ↑  « Christopher Martins Pereira (Lyon) à Troyes », site du journal L'Équipe, 29 août 2018. Consulté le 29 août 2018.
9. ↑  « Yohan Tavares (APOEL Nicosie) à Troyes », site du journal L'Équipe, 29 août 2018. Consulté le 29 août 2018.
10. ↑  « Yohan Gonçalves (CD Tondela) à Troyes », site du journal L'Équipe, 30 août 2018. Consulté le 30 août 2018.
11. ↑  « Kévin Fortuné (Lens) à Troyes », site du journal L'Équipe, 31 août 2018. Consulté le 31 août 2018.
12. ↑  « François Bellugou (Troyes) à Auxerre », site du journal L'Équipe, 1er juin 2018. Consulté le 1er juin 2018.
13. ↑  « Samuel Grandsir (Troyes) à Monaco », site du journal L'Équipe, 9 juin 2018. Consulté le 9 juin 2018.
14. ↑  « Christophe Hérelle (Troyes) à Nice », site du journal L'Équipe, 21 juin 2018. Consulté le 21 juin 2018.
15. ↑  « Erwin Zelazny (Troyes) à Reims », site du journal L'Équipe, 27 juin 2018. Consulté le 27 juin 2018.
16. ↑  « Tristan Dingomé (Troyes) à Reims », site du journal L'Équipe, 29 juin 2018. Consulté le 29 juin 2018.
17. ↑  « Karim Azamoum (Troyes) à Cadix », site du journal L'Est Éclair, 17 juillet 2018. Consulté le 17 juillet 2018.
18. ↑  « Akim Abdallah (Troyes) à Tours », site du journal La Nouvelle République, 1 août 2018. Consulté le 1 août 2018.
19. ↑  « Suk (Troyes) à Reims », site du journal L'Équipe, 8 août 2018. Consulté le 8 août 2018.
20. ↑  « Adama Niane (Troyes) à Charleroi », site du journal L'Équipe, 29 août 2018. Consulté le 29 août 2018.
21. ↑  « Charles Traité (Troyes) à Nantes », site du journal L'Équipe, 31 août 2018. Consulté le 31 août 2018.

#### Autres
1. ↑  « Saison 2017-2018 - Effectif », sur estac.fr (consulté le 6 mars 2015)
2. ↑  Seule la nationalité sportive est indiquée. Un joueur peut avoir plusieurs nationalités mais n'a le droit de jouer que pour une seule sélection nationale.
3. ↑  Seule la sélection la plus importante est indiquée.